# Comunaglia (Umbertide)
Comunaglia è una frazione del comune di Umbertide (PG).
Il paese si trova circa 15 km a nord-ovest del capoluogo, su una strada secondaria che parte dalla frazione di Calzolaro. Gli ultimi dati disponibili (del censimento parrocchiale) parlano di circa 353 abitanti nel 1977, anche se il progressivo spopolamento ne ha sicuramente ridotto l'entità.

## Storia
Le prime costruzioni risalgono al IV secolo, probabilmente un tempio pagano dedicato a Minerva. Il toponimo viene nominato per la prima volta nella bolla papale di Onorio II dell'8 febbraio 1126, che tra i vari possedimenti del vescovo Ranieri di Città di Castello cita anche la Plebem Comunaliae.
Il vasto territorio coperto era molto ricco, tanto che le sue produzioni vennero spesso usate per rimpinguare le casse della Chiesa tifernate. Il borgo con le case occupate dai contadini si trovava più a valle, a breve distanza dalla pieve.
Viene di nuovo citata nel 1230, in un documento di pace tra Città di Castello e Perugia, come estremo confine tifernate.
Molti secoli dopo, intorno al 1560, su questi edifici preesistenti venne costituita la Pieve di Comunaglia, cioè la sede di un vasto territorio ecclesiastico che comprendeva diverse parrocchie rurali isolate.
La confraternita del Rosario esistette qui fino al 1672: l'arciprete di Comunaglia ne gestiva i beni.
Il 10 giugno 1865 la chiesa, restaurata, venne consacrata da monsignor Moreschi.
Agli inizi del XX secolo inizia il decadimento della pieve, tanto che alla metà degli anni settanta la canonica era completamente in rovina.

## Economia e manifestazioni
Il borgo sta per essere completamente restaurato e nuovi edifici saranno costruiti per scopo abitativo.Quando?

## Monumenti e luoghi d'interesse
- Pieve di San Giovanni Battista, e le varie parrocchie dipendenti
  - S. Angelo di Seano
  - S. Stefano di Bonsciano
  - S. Pietro a Monte
  - S. Donato di Aquilano
  - S. Martino di Montalbano
  - S. Illuminato
  - S. Martino di Pecolle
  - Santa Maria di Rasina
  - S. Cristoforo di Civitella
  - S. Andrea di Tubiano
  - S. Angelo di Pecolle
  - S. Martino di Butinella
  - S. Lorenzo di Pagana
  - S. Cristoforo del Cerro
  - S. Lucia di Castagneto
  - S. Giovanni di Bonsciano
  - S. Pietro di Verna
  - Santa Maria del Nestoro
  - S. Martino della Citerna
  - S. Agata